# Sault Ste. Marie International Bridge
De Sault Ste. Marie International Bridge is een brug over de St. Marys River en een grensovergang tussen de Verenigde Staten en Canada.
Op de plaats waar Lake Superior (Bovenmeer) uitstroomt in de St. Marys River liggen zowel langs Amerikaanse als Canadese zijde twee stadjes, het Canadese Sault Ste. Marie in de provincie Ontario en het kleinere Amerikaanse Sault Ste. Marie in de staat Michigan. Deze tweelingsteden worden met mekaar verbonden door de Sault Ste. Marie International Bridge die ook het sluizencomplex van de Soo Locks overspannen met een sluis en het Sault Ste. Marie Canal langs de Canadese zijde en vier sluizen en het St. Marys Falls Canal langs de Amerikaanse zijde.    
De brug is het noordelijke eindpunt van de Interstate 75. In mei 2019 bedroeg het tolgeld 4,00 Amerikaanse dollar of 5,30 Canadese dollar. Op 1 maart 2018 vierde men de 100 miljoenste passage.
Naast de brug ligt de Sault Ste. Marie International Railroad Bridge, een spoorbrug uit 1887 met verschillende openingen voor de scheepvaart: dubbele basculebruggen, een hefbrug, een draaibrug voor de verschillende doorgangen.

## Galerij

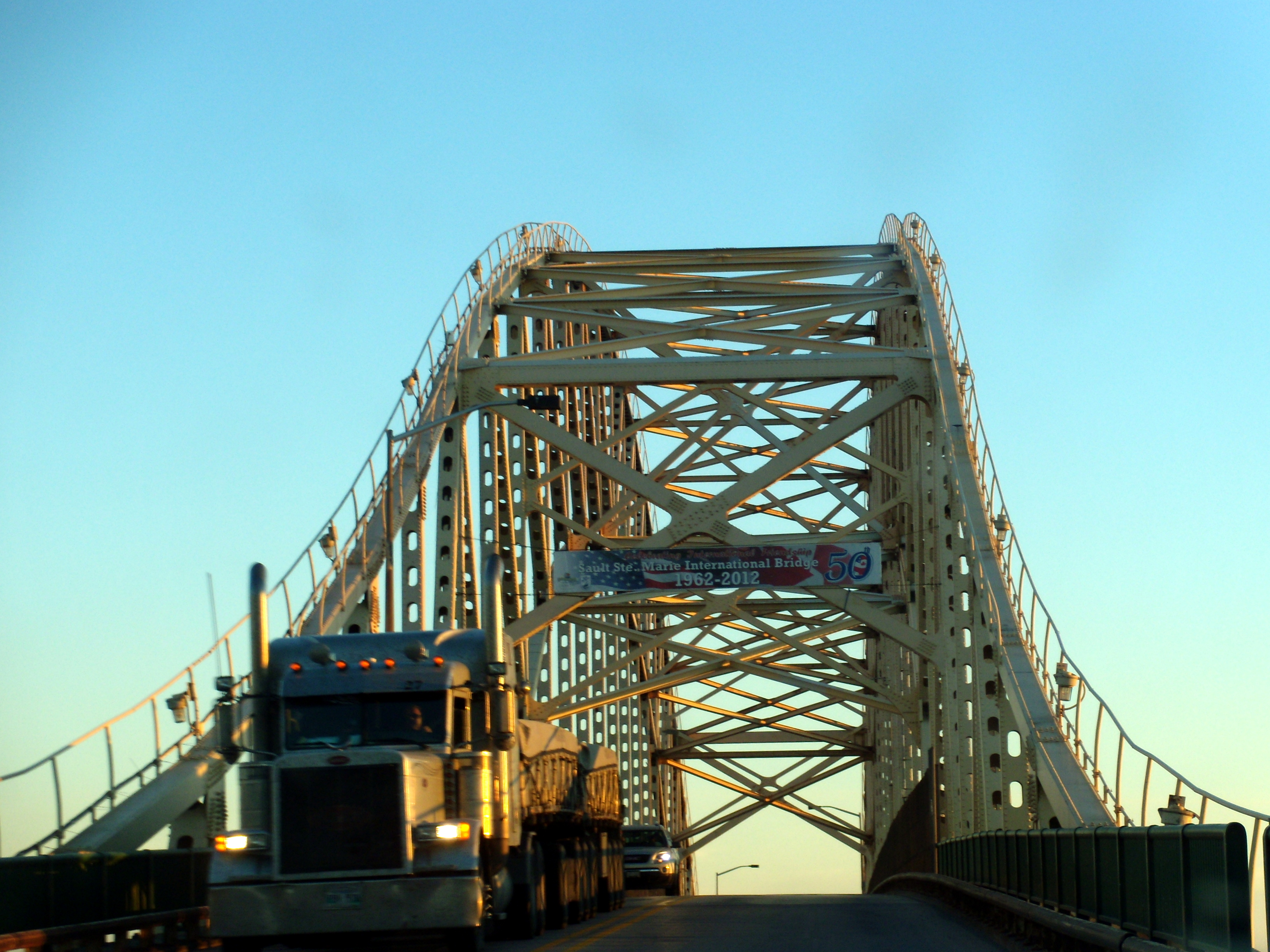
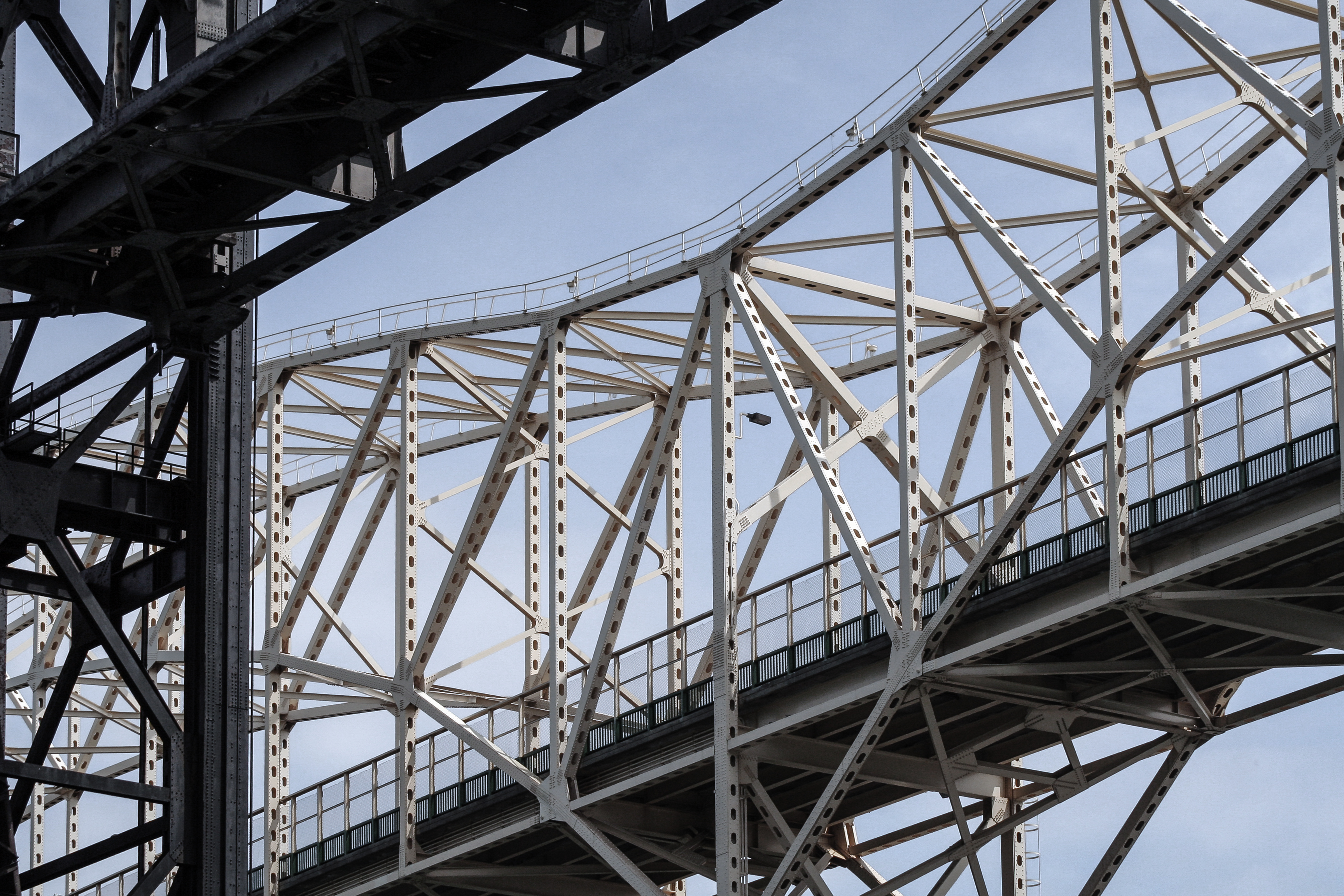
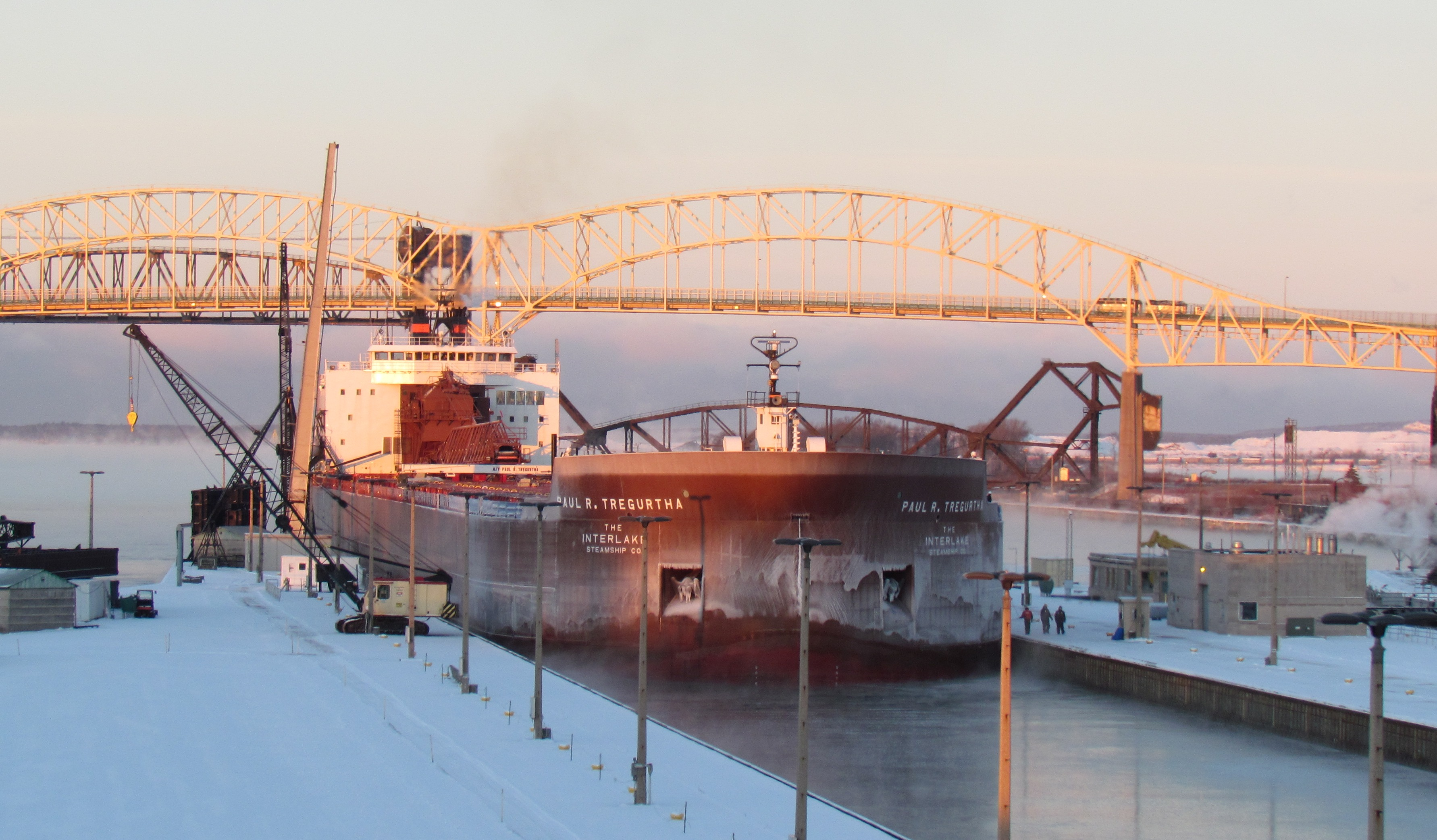
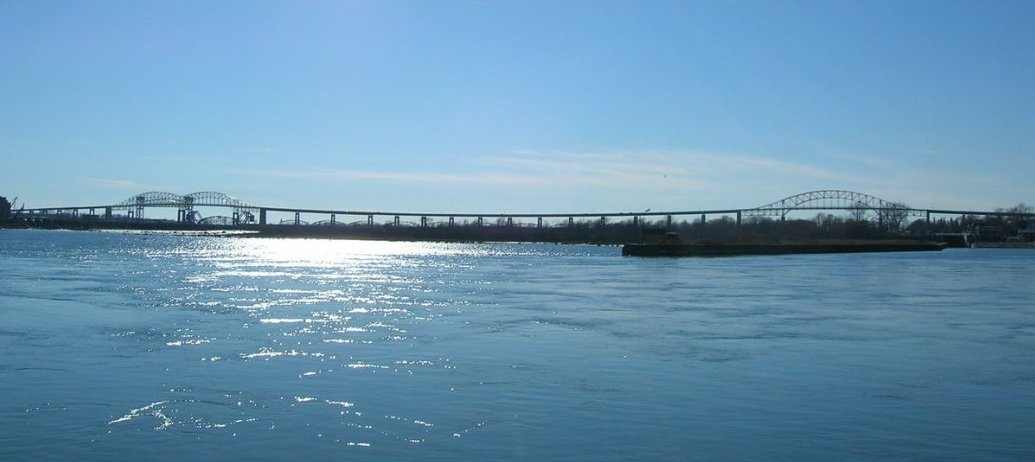
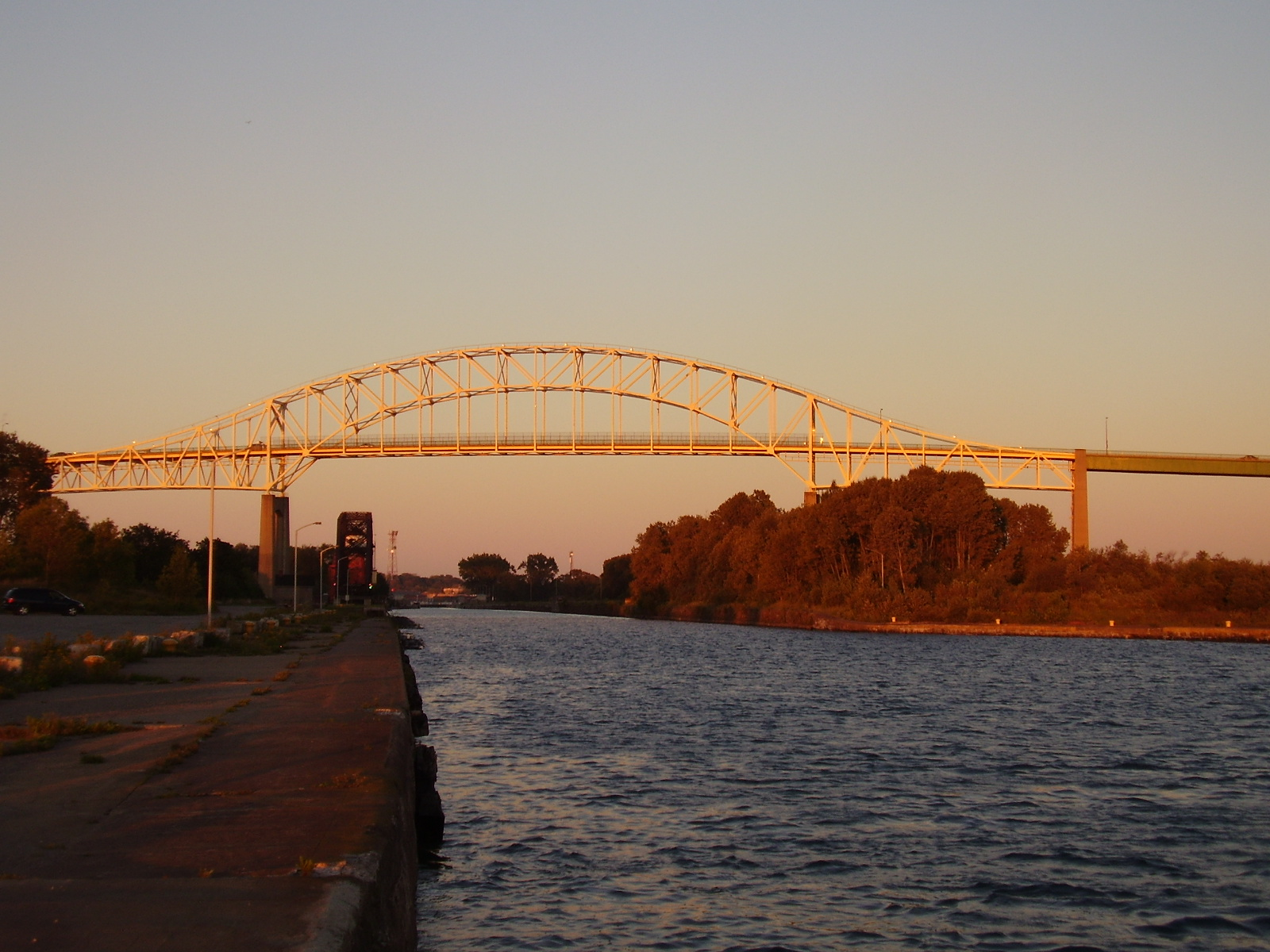
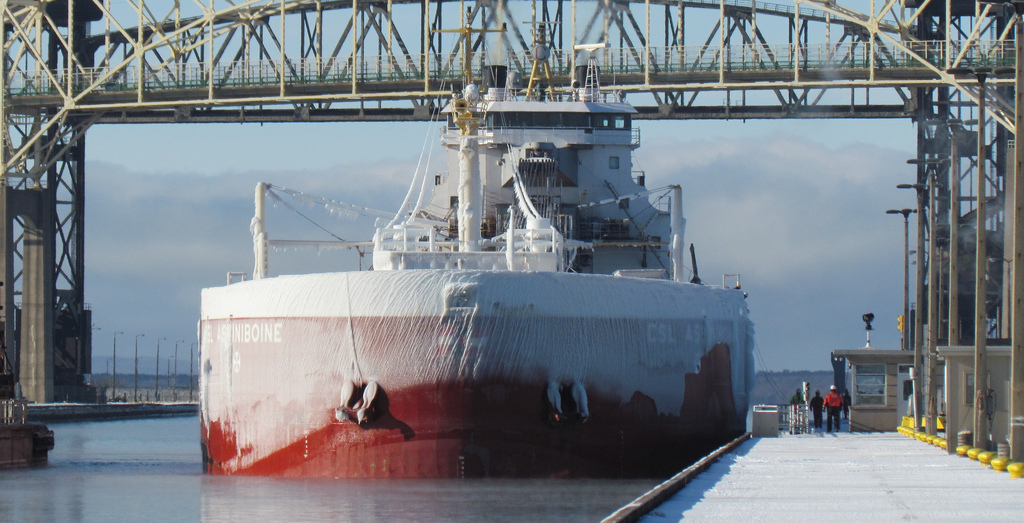
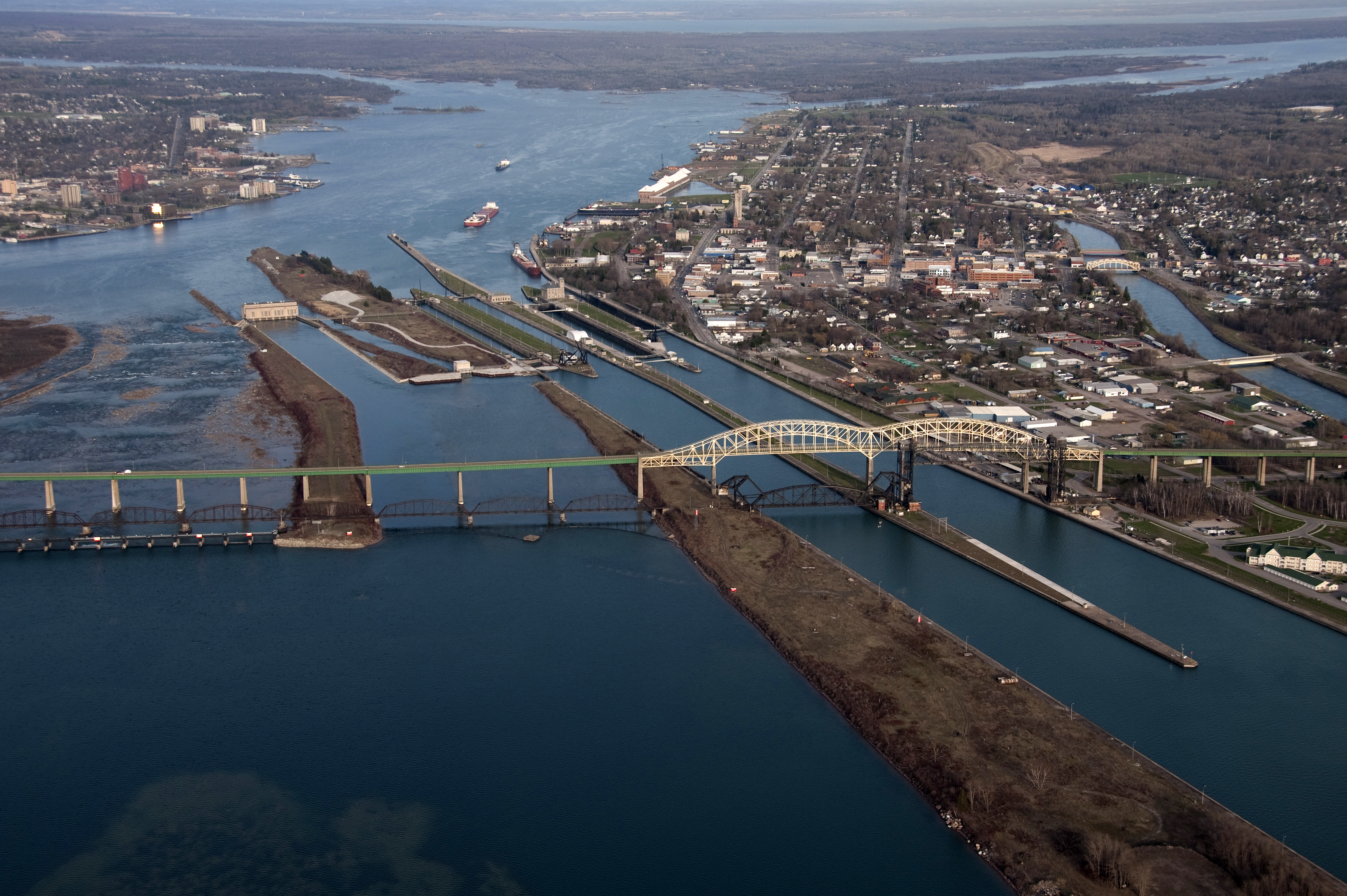
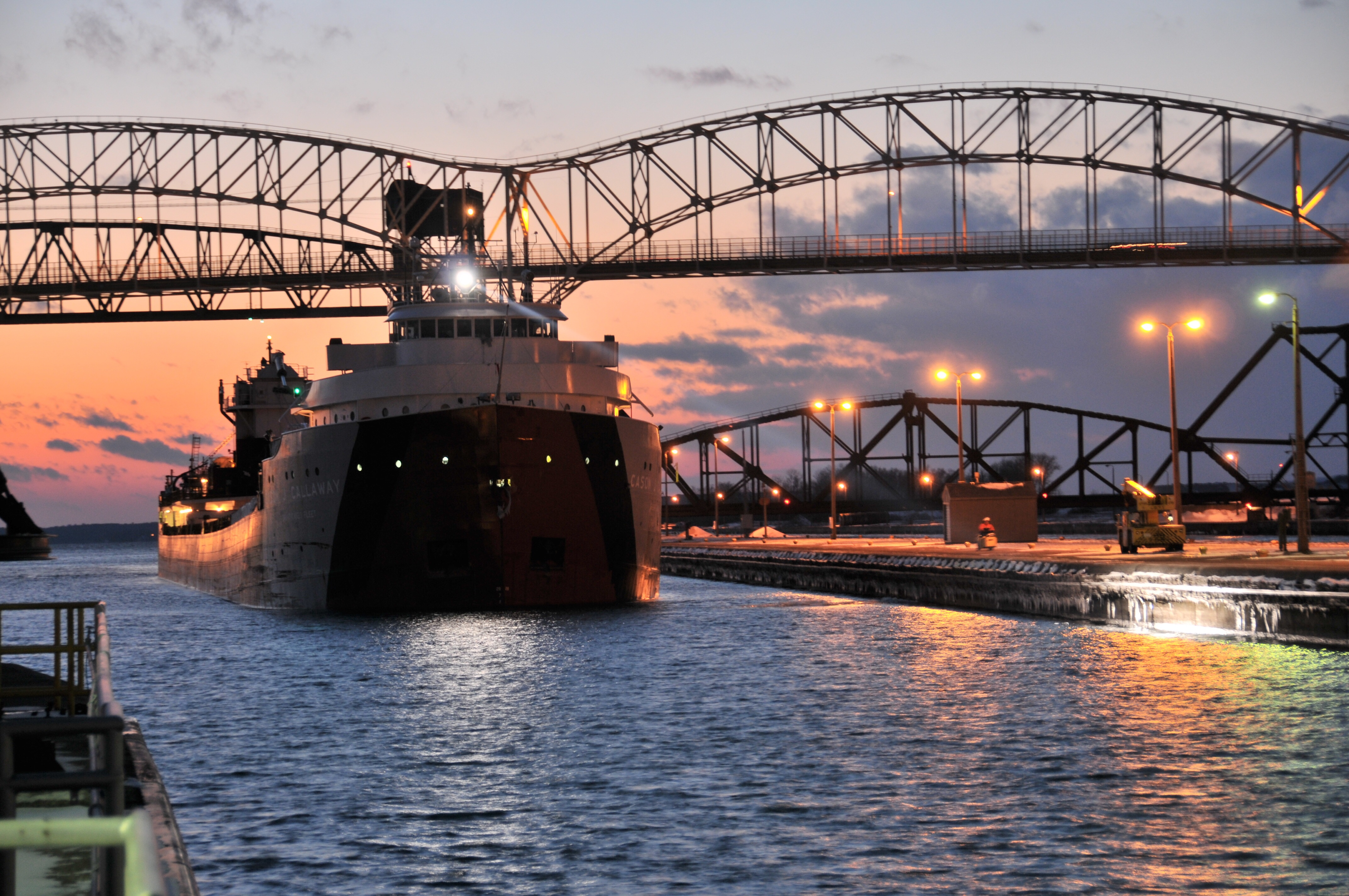
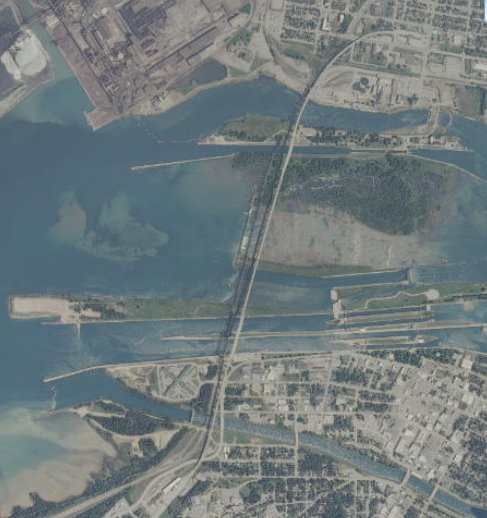